# Bẫy chuột

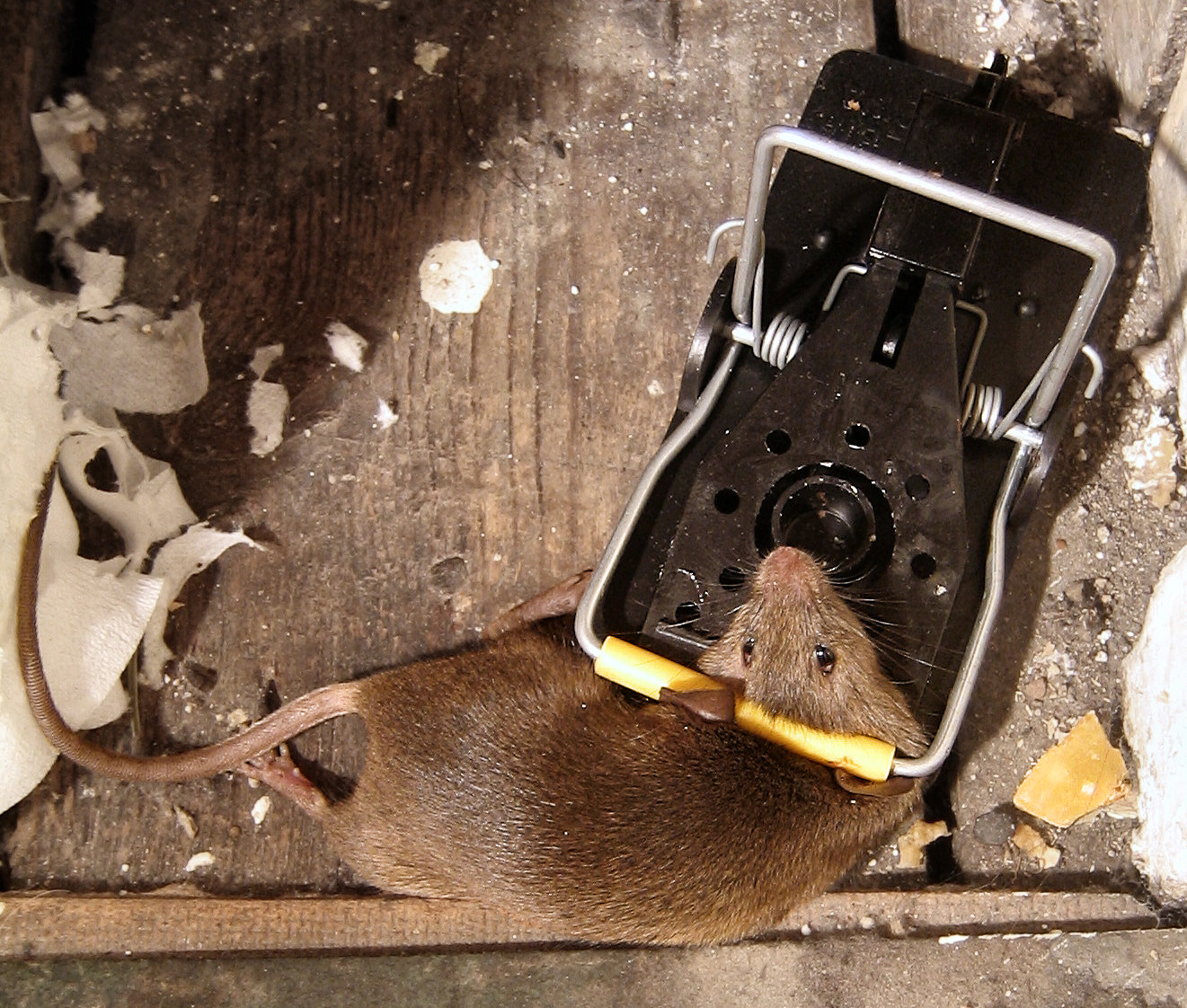
Một con Chuột bị sập bẫy

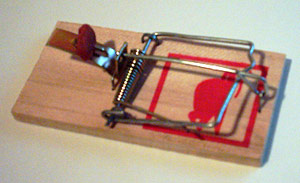
Chiếc bẫy kẹp

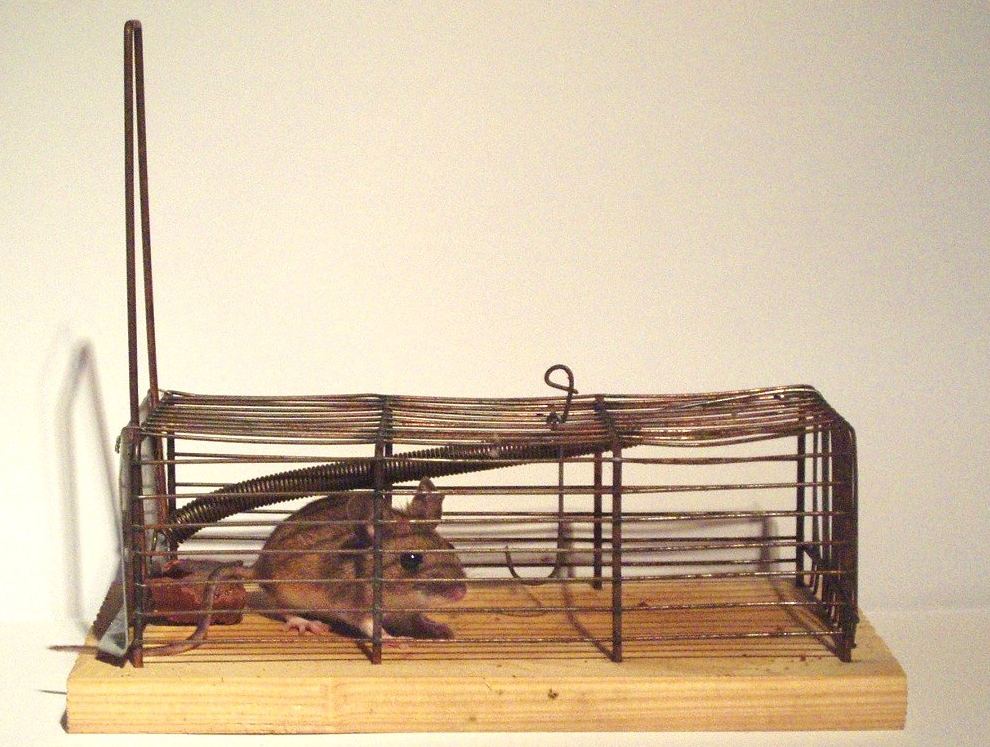
Chiếc bẫy lồng, đã bắt được chuột

Bẫy chuột là một loại bẫy thú, được thiết kế để chuyên bắt chuột, một loài động vật thường phá hoại lúa, hoa màu và các đồ vật trong gia đình. Bẫy chuột có nhiều loại, mỗi loại đều có những ưu, nhược điểm riêng.

## Các loại bẫy chuột
Với mục đích được tạo ra là để bắt chuột, Bẫy chuột có nhiều loại. Loại bẫy giữ chặt lấy con chuột, loại bẫy nhử chuột chui vào lồng.
- Với loại bẫy đơn giản, gồm một miếng gỗ làm nền, ở trên có bộ phận chính là cái nẹp bằng kim loại, có thể bật ngược để giữ chặt lấy chuột khi chuột đụng vào bẫy. Con chuột có thể bị giết chết vì bị kẹp nát thân thể.
- Với loại bẫy lồng, đó là cái lồng để mở, khi chuột chui vào thì cửa lồng sẽ tự sập xuống để nhốt chuột trong đó. Loại bẫy này không giết chết chuột ngay. Người ta thường lấy lồng nhốt chuột dìm xuống nước hoặc đốt cho chuột chết.

Cả hai loại bẫy này đều cần có mồi, là một miếng thức ăn để lôi kéo con chuột đụng vào bẫy hoặc chui vào lồng bẫy.
Người ta còn chế ra loại bẫy khác không cần dùng mồi, hình bán nguyệt, thường để tại chỗ chuột hay chạy qua, khi chạy qua đụng phải sẽ bị sập bẫy kẹp chặt không thể chạy được.
Một hình thức đơn giản hơn nữa là những miếng bìa có gắn một loại keo để làm dính chân chuột khi chuột chạy qua. Chuột không bị giết chết ngay nhưng bị dính chân không thể gỡ ra. Loại này gọi là keo dính chuột.

## Đặc điểm công dụng
Muốn diệt chuột có thể dùng nhiều cách: đánh bả chuột, dùng bẫy và dùng điện dăng ra. Nhưng đánh bả chuột xong chuột không chết ngay mà thường chạy vào những khe ngách đồ đạc trong nhà, sẽ mất công tìm kiếm và kê dọn đồ đạc để lấy đi xác chuột chết, dùng điện có thể nguy hiểm cho tính mạng con người nếu người khác không biết chạm phải điện. Dùng bẫy chuột có thể giữ chuột tại chỗ đã đặt bẫy, tuy nhiên vẫn phải lưu ý phải để tại nơi ít có người qua lại, nếu không có thể làm sập bẫy vào chân, vào tay người qua chỗ đặt bẫy gây thương tích.